# Consonne battue latérale alvéolaire voisée
La consonne battue latérale alvéolaire voisée est un son consonantique peu fréquent dans les langues parlées. Le symbole dans l'alphabet phonétique international est [ɺ]. Ce symbole représente un [r] allongé renversé. Dans l'API, le [r] représente une roulée et le [ɹ] une spirante.

## Caractéristiques
Voici les caractéristiques de la consonne battue latérale alvéolaire voisée :
- Son mode d'articulation est battu, ce qui signifie qu’elle est produite en contractant brièvement les muscles d'un point d’articulation, sur l'autre.
- Son point d'articulation est alvéolaire, ce qui signifie qu'elle est articulée avec soit la pointe (apical) soit la lame (laminal) de la langue contre la crête alvéolaire.
- Sa phonation est voisée, ce qui signifie que les cordes vocales vibrent lors de l’articulation.
- C'est une consonne orale, ce qui signifie que l'air ne s’échappe que par la bouche.
- C'est une consonne latérale, ce qui signifie qu’elle est produite en laissant l'air passer sur les deux côtés de la langue, plutôt que dans le milieu.
- Son mécanisme de courant d'air est égressif pulmonaire, ce qui signifie qu'elle est articulée en poussant l'air par les poumons et à travers le chenal vocatoire, plutôt que par la glotte ou la bouche.

## En français
Le français ne possède pas le [ɺ].

## Autres langues
En japonais, le r au début d’un mot peut être une battue latérale. Dans les autres cas, une consonne battue alvéolaire voisée est plus commune.
Cette consonne est très peu reportée puisque les linguistes de langues européennes n'arrivent souvent pas à la reconnaître. En outre, son articulation laisse souvent hésiter entre un [ɾ] et un [l], qui ont le même point d'articulation.